# 내동항 (여수시)
내동항은 대한민국 전라남도 여수시 경호동 내동마을 인근에 있는 어항이다. 2007년 8월 8일 어촌정주어항으로 지정하여 관리하고 있다. 시설관리자는 여수시장이다.

## 어항 구역
- 수역: 북위 34°42′26″, 동경 127°43′19″의 지점에서 S40°W방향으로 185m점과 이 점에서 S40°E방향으로 150m점과 이 점에서 N55°E방향으로 75m점과 이 점에서 S75°E방향으로 육지부를 연결하는 선을 따라 형성된 공유수면[1]

## 어항 시설
- 방파제 369m, 선착장 152m, 부잔교 1기

## 기본 계획
- 방파제 429m, 선착장 130m, 호안 45m, 부잔교 1기[1]

## 정비 계획
- 방파제 60m, 선착장 -22m, 호안 45m[2]

## 주요 어종
- 갯장어, 낙지